# Clermontia pyrularia
Clermontia pyrularia är en klockväxtart som beskrevs av Wilhelm B. Hillebrand. Clermontia pyrularia ingår i släktet Clermontia, och familjen klockväxter. Inga underarter finns listade i Catalogue of Life.